# Попо (царство)
Царство Попо — государство древних майя на территории современного штата Чьяпас, Мексика. Образовалось в начале III века, столицей был город Тонина. Долгое время боролось за властвование в регионе. В начале X века погибло.

## Ранняя история
Самая старая дата, обнаруженная в Тонине, датируется 217 годом, но имя царя, правящего в этот момент, не было установлено. О периоде с III по VI век сведения фактически отсутствуют.
Из монументов VI века известно о царе Ицамнах-Муте, которого условно обозначают как «Правитель 1». При следующих царях Балам-Я-Акале и Чак-Болом-Чаке Попо пытается господствовать в области Средней Усумасинты. Следующий царь Кинич-Хиш-Чапат продолжает политику своих предшественников, но не достиг значительных успехов.
В течение правления Юкном-Пуваль-Вайваля Попо пытается утвердиться на левом побережье Усумасинты, что привело к войне с Баакульским царством. Она закончилась победой Баакуля и смертью Юкном-Пуваль-Вайваля в 687 году.

## Расцвет

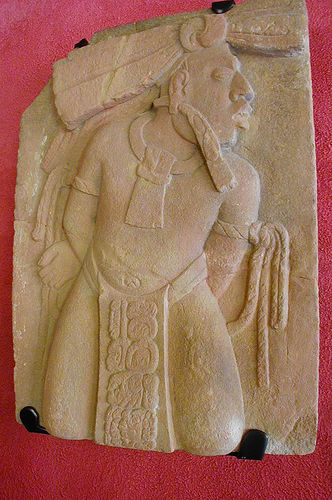
Кинич-Бакаль-Чак

При правлении Кинич-Бакаль-Чака Попо достигает своего расцвета. Он организовал военную кампанию против Баакуля. Первый успешный поход состоялся в 692 году. Осенью того же года было нанесено поражение войску Баакуля. Затем было побеждено царство Анайте (вассал Баакуля) и его правитель Яш-Ак. В 693 году было побеждено царство Петуун (вассал Баакуля). В том же году был покорён ещё один вассал Баакуля — небольшое царство Кало, а в 696 — царство Мамис. В результате Попо покорило почти всё левобережье Усумасинты.
В честь этих побед в 699 году был построен стадион для игры в мяч.
Между 700 и 702 годами состоялась война между Попо и царством Сакци, о которой сохранились лишь незначительные сведения. В войне выиграло Попо, захватив царство Аке. Во время войны на трон взошёл 2-летний царь Кинич-Чувах-Как, вместо которого правили регенты во главе с аристократом Кэлен-Хишом.
В 711 году состоялась новая война между Попо и Баакулем, окончившаяся поражением последнего. В результате Баакулю пришлось признать превосходство Попо. Следующей целью Попо было утверждение влияния над Канульским царством и царством Помой.
В 720-х годах царь Кинич-Ичак-Чапат покорил царство Сибикте.
Однако вскоре Попо потеряло левобережье Усумасинты, проиграв войскам Сакци.

## Упадок (720—780 г.)
После прекращения экспансии правители Попо обратили внимания на развитие столицы: в 720—730-х годах сводятся многочисленные здания, стелы и памятники.
История Попо в период между 739 и 787 годами представляет всего несколько монументальных надписей. В этот период правил Кинич-Тун-Чапат, пытавшийся восстановить влияние царства, и это частично ему удалось благодаря победе над Баакулем.

## Второй расцвет
Второй расцвет Попо происходит в конце VIII века при Кинич-Чапате. Снова началась экспансия на левобережье Усумасинты. В союзе с Пачанским царством и Шукальнахом было нанесено поражение Сакци. В 789 году была одержана победа над царством Помой.
В 830-х годах при правлении Ух-Чапата царство продолжало военные походы против соседей.

## Упадок
В начале X века царём был неизвестный правитель, которого условно обозначают «Правитель 10». В честь окончания катуна 16 февраля 904 года он воздвигнул стелу 158. 10.4.0.0.0, 12 Ajaw 3 Wo (20 января 909 года) он воздвигнул стелу 101, которая является последним известным монументом в Тонине. Из-за того, что она была расколота на две части, имя царя невозможно узнать.

## «Священные Владыки Попо»
- неизвестный царь (>217>)
- Ицамнах-Мут (VI век)
- Балам-Я-Акаль (VI век)
- Чак-Болом-Чак (VI век)
- Кинич-Хиш-Чапат (ок. 595—665)
- Юкном-Пуваль-Вайваль (ранее 668—687)
- Кинич-Бакаль-Чак (688—715)
- Кинич-Чувах-Как (соправитель, 708—723)
- Кинич-Ичак-Чапат (723— после 739)
- Кинич-Тун-Чапат (VIII век)
- неизвестный царь (VIII век)
- Кинич-Чапат (ранее 787 — после 806)
- Ух-Чапат (830-е)
- неизвестный царь (ранее 901 — после 909)